# Corydalis lupinoides
Corydalis lupinoides är en vallmoväxtart som beskrevs av Marquand och Airy-shaw. Corydalis lupinoides ingår i släktet nunneörter, och familjen vallmoväxter. Inga underarter finns listade i Catalogue of Life.